# Powiat Gmünd
Powiat Gmünd (niem. Bezirk Gmünd) – powiat w Austrii, w kraju związkowym Dolna Austria, w rejonie Waldviertel. Siedziba powiatu znajduje się w mieście Gmünd.

## Geografia
Powiat Gmünd graniczy: na północnym wschodzie z powiatem Waidhofen an der Thaya, na południowym wschodzie z powiatem Zwettl, na południu z powiatem Freistadt (Górna Austria). Na północy i zachodzie powiat graniczy z Czechami, do których w 1920 przyłączono tereny na zachód od rzeki Lužnice - tzw. Vitorazsko.

## Podział administracyjny
Powiat podzielony jest na 21 gmin, w tym pięć gmin miejskich (Stadt), jedenaście gmin targowych (Marktgemeinde) oraz pięć gmin wiejskich (Gemeinde).
| Miasta 1. Gmünd (5173) 2. Heidenreichstein (3811) 3. Litschau (2139) 4. Schrems (5273) 5. Weitra (2601) Gminy targowe 1. Amaliendorf-Aalfang (1104) 2. Bad Großpertholz (1316) 3. Brand-Nagelberg (1453) 4. Eggern (678) 5. Eisgarn (701) 6. Großdietmanns (2181) 7. Großschönau (1227) 8. Hirschbach (581) 9. Hoheneich (1398) 10. Kirchberg am Walde (1269) 11. St. Martin (1057) | Gminy 1. Haugschlag (485) 2. Moorbad Harbach (710) 3. Reingers (612) 4. Unserfrau-Altweitra (995) 5. Waldenstein (1175) |
| (stan liczby mieszkańców 1 stycznia 2023) | |

## Transport
Przez powiat przebiegają drogi krajowe: B5 (Waidhofener Straße), B30 (Thayatal Straße), B38 (Böhmerwald Straße), B41 (Gmündner Straße), B119 (Greiner Straße) i B303 (Weinviertler Straße). Powiat leży na trasie linii kolejowej Wiedeń-Praga, inne linie o znaczeniu lokalnym zbiegają się w Gmündzie.